# Ніколень
Ніколень, Ніколені (рум. Nicoleni) — село у повіті Харгіта в Румунії. Входить до складу комуни Шимонешть.
Село розташоване на відстані 225 км на північ від Бухареста, 55 км на захід від М'єркуря-Чука, 123 км на південний схід від Клуж-Напоки, 86 км на північний захід від Брашова.

## Населення
За даними перепису населення 2002 року у селі проживали 69 осіб, усі — угорці. Усі жителі села рідною мовою назвали угорську.